# Luis Ulacia
Luis Ulacia Álvarez, nacido el 24 de septiembre de 1963 en La Habana (Ciudad de La Habana), es un beisbolista cubano que actualmente milita en el conjunto del Camagüey.
Su nombre ganó notoriedad en el XXXIV Campeonato Mundial, luego de batear cuanto quiso para finalizar como líder de los bateadores con promedio de 512 (42-22) y ser el Jugador más Valioso MVP del mundial. 
Ulacia nunca se destacó por conectar largos batazos, pero su tacto y velocidad lo llevaron a destacarse en el primer turno en la alineación de Camagüey y del seleccionado nacional.
Un detalle muy importante a destacar es su versatilidad: patrulló los jardines a partir del momento en que el peso de los años no le permitieron desempeñarse a plenitud en las dos posiciones alrededor de la segunda almohadilla. En la cita olímpica de Barcelona, España (1992), la dirección lo situó por primera vez en el jardín derecho y cumplió cabalmente.
Participó en los topes amistosos contra los Orioles de Baltimore en 1999